# سومناث برادواج
سومناث برادواج (من مواليد 28 أكتوبر 1964) هو فيزيائي نظري هندي يعمل في الفيزياء الفلكية وعلم الكونيات. ولد بهارادواج في الهند، ودرس في المعهد الهندي للتكنولوجيا في خراجبور، وحصل لاحقًا على درجة الدكتوراة من المعهد الهندي للعلوم. بعد أن عمل في معهد هاريش تشاندرا للأبحاث، أصبح الآن أستاذاً في معهد IIT Kharagpur. وقد قدم مساهمات كبيرة لديناميكيات التكوين واسعة النطاق.
في عام 2003، تم اختياره ليكون واحداً من الأساتذة من المعاهد الهندية للتكنولوجيا الذين ستبث محاضراتهم في غرفة الصف في قناة إيكلافيا للتكنولوجيا.